# Florian Fromlowitz
Florian Fromlowitz est un footballeur allemand né le 2 juillet 1986 à Kaiserslautern en Allemagne. Il évolue poste de gardien de but.

## Palmarès
- Allemagne espoirs
  - 2009 : Champion d'Europe espoirs